# Matilde de Fassi
Matilde de Fassi (Padua, 13 de febrero de 1845-Madrid, 23 de septiembre de 1918) también conocida como Matilde Price o Matilde Parish, fue una amazona, acróbata ecuestre y empresaria circense italiana, afincada en España, hija adoptiva de Thomas Price, de quien heredó el Circo Price en 1877, que se ubicó en Plaza del Rey de Madrid en 1880 y del que fue directora de 1917 a 1918.

## Trayectoria

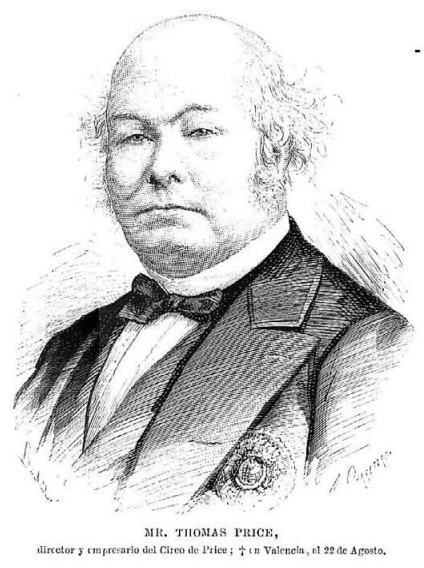
Thomas Price, su padre adoptivo (1813-1877)

Matilde De Fassi, era hija de una pareja de hortelanos italianos, su padre, también empresario, fue dueño de un conocido café de Padua. En uno de los viajes del empresario circense irlandés Thomas Price afincado en España, en busca de artistas para sus espectáculos, conoció en Italia, a Matilde y su hermano mayor Antonio, a quienes acogió como sus hijos adoptivos y los educó como écuyeres. Con cuatro y cinco años de edad, respectivamente, Price los llevó a vivir a Madrid y más tarde serían conocidos como Matilde Price y Antonio Price.

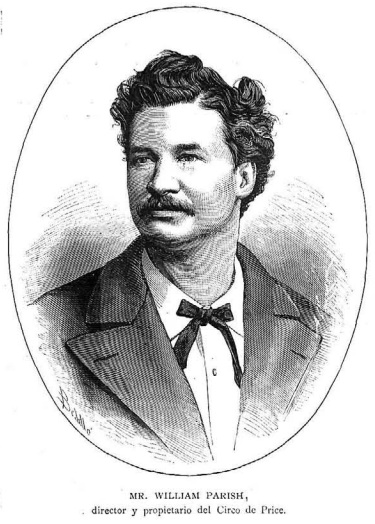
William Parish, su marido (1844-1917)

De Fassi debutó como acróbata sobre caballos en el Circo Price, propiedad de su padre adoptivo, lugar en el que también actuaron en la misma especialidad artística, su hermano Antonio y la compañía ecuestre y gimnástica de Carlos Price, hijo de Thomas Price. En 1868, tras la muerte de su hijo Carlos, Price contrató a la compañía ecuestre, gimnástica, acrobática y cómica del domador inglés, William Parish, quien se convirtió en su marido.
La pareja se casó en Liverpool —pese a la oposición de Thomas Price— y tuvieron tres hijos, que también se dedicaron al circo: Leonard, Charlie y Victoria. El matrimonio se independizó del Circo Price y se trasladó al extranjero, vivieron en Holanda y Alemania, donde iniciaron varios negocios sin éxito hasta que fueron contratados por el Circo de Viena y de París; momento en el que Parish enfermó de ciática y casi pierde su trabajo. Debido a la situación económica, De Fassi y Parish regresaron a Madrid para trabajar nuevamente en el circo de su padre adoptivo.
En agosto de 1877, falleció Price y De Fassi heredó el negocio familiar que sería dirigido por su marido, durante los siguientes cuarenta años, período en el que también se conoció como Circo de Parish. En 1879, debido al estado de deterioro del barracón, Parish adquirió el solar ubicado en la Plaza del Rey para construir un nuevo circo, con diseño del arquitecto Agustín Ortiz de Villajos. En 1880, De Fassi volvió a presentar su número ecuestre y el 5 de diciembre de ese mismo año, junto a su esposo, inauguró el nuevo edificio, que permanecería en pie hasta su demolición en 1970. Bajo esta administración, De Fassi y Parish, mantuvieron algunas tradiciones instauradas por Price, como la de celebrar anualmente una función infantil para los niños de las escuelas públicas de Madrid.
Durante su andadura como empresaria circense, De Fassi fue la encargada de la taquilla, donde revisaba las entradas de los espectadores que asistían a las funciones de su circo, además, contó con el apoyo de sus hijos: Victoria, como encargada de supervisar el trabajo de los porteros y Leonard, como director de pista. El 12 de diciembre de 1917, murió Parish y De Fassi asumió la dirección del circo, tiempo en el que también se le conoció como Circo de la viuda de Parish.
El 23 de septiembre de 1918, a los 75 años y a causa de una afección cardiaca, murió en su hotel ubicado en la calle de Cartagena, número 11, del barrio La Guindalera de Madrid. De Fassi, que al igual que su marido había profesado la religión anglicana, debía ser enterrada en un cementerio civil, pero el cura párroco de Prosperidad se opuso y ordenó que su sepelio se realizara en el cementerio católico, finalmente, fue enterrada junto a su marido en el Cementerio Británico de Madrid.

## Reconocimientos
En 2017, el actual Teatro Circo Price, para conmemorar el centenario de la muerte de William Parish, en colaboración con el patronato de la Fundación de Cementerios Británicos en España y junto a la creación artística de Itsaso Iribarren y German de la Riva de la pieza Cien años después, realizó visitas creativas al Cementerio Británico de Madrid, del 24 de septiembre al 26 de noviembre. Este mismo año, se inauguró en la sede del nuevo Teatro Circo Price, la sala Matilde de Fassi, en la que actualmente se celebran los talleres de circo de la institución.
Con motivo del cincuenta aniversario de la demolición del Price de Plaza del Rey en 1970, el Circo Price de Ronda de Atocha presentó, del 14 de octubre al 1 de noviembre de 2020, el espectáculo Mil Novecientos Setenta Sombreros, un montaje de circo y teatro con la dramaturgia de Aránzazu Riosalido y Pepe Viyuela, bajo la dirección de Hernán Gené, en el que entre otros personajes del circo español del siglo XX, apareció De Fassi, representada por la actriz Marta Larralde. Actuaron también la trapecista Zenaida Alcalde y el ventrílocuo Jaime Figueroa.